# Black Inches
Black Inches war ein von 1993 bis 2009 publiziertes US-amerikanisches Schwulenmagazin.
Das monatlich erscheinende Magazin in englischer Sprache wurde 1993 vom Unternehmen Mavety Media Group gegründet. In der Zeitschrift wurde Pornografie afro-amerikanischer Männer für eine bi- und homosexuelle Zielgruppe veröffentlicht. Fotografen, die für das Magazin arbeiteten, waren unter anderem Anneli Adolfsson, Brian Lantelme und Abednego. Des Weiteren enthielt das Magazin Filmkritiken, erotische Geschichten, Comics, Cartoons und Werbung.
Im Magazin Black Inches war fast jeder bekannte homosexuelle schwarze Pornodarsteller mit Fotos veröffentlicht worden, wie beispielsweise Bobby Blake, Tyson Cane, Ty Lattimore, Tiger Tyson, J.C. Carter und T-Malone.